# Segismundo Schulin-Zeuthen
Segismund William Schulin-Zeuthen Serrano (Coyhaique, 7 de noviembre de 1944) es un ingeniero comercial, empresario  y dirigente gremial chileno, expresidente del directorio del BancoEstado por encargo del presidente Sebastián Piñera.
Posee una vasta trayectoria en el sector financiero privado, destacándose su participación en el Banco de Chile, del que fue gerente general por doce años y presidente del directorio por otros cinco.
Desde 2015 se desempeña como presidente de la Asociación de Bancos e Instituciones Financieras (Abif) de su país.

## Familia
Nació como hijo de Sigismund Ernst Alexander Valdemar Schulin-Zeuthen Bernburg, un noble danés que producto de la Segunda Guerra Mundial buscó un trabajo en Chile y de Visitación Juana Serrano Araneta, una chilena que debió huir de Chillán tras el terremoto que asoló la ciudad en 1939.
Contrajo matrimonio civil el 25 de mayo de 1970 en Ñuñoa con Lilia Magdalena Pincheira Álvarez oriunda de Lebu (hija de Luis Edmundo Pincheira Suazo y Tilva Álvarez Hitz), con quien tuvo tres hijos. Viudo en mayo de 2000, contrajo matrimonio el 5 de septiembre de 2001 en Vitacura con Carmen Gloria Apel Sota, viuda también (de Adolfo Rojas Gandulfo) e hija de Alberto Apel Habermann y Adriana Sota Sauper.

## Formación
Se educó primero en un colegio fiscal de su ciudad natal y luego en el Instituto Nacional General José Miguel Carrera de la capital, uno de los centros educacionales más tradicionales del país.
Más tarde ingresó a la carrera de ingeniería comercial en la Universidad de Chile, entidad donde se tituló con una mención en administración.

## Carrera profesional
Inició su carrera como jefe de finanzas en Celulosa Constitución en 1968, cuando la compañía estaba en manos de una sociedad controlada por la estatal Corfo y por capitales franceses. A poco andar fue nombrado gerente de finanzas, para terminar al cabo de siete años como gerente de la planta.
Se incorporó luego al grupo BHC como gerente de operaciones de Nacional Financiera, donde alcanzó el cargo de gerente comercial.
En medio de la crisis financiera de principios de los años 1980 se incorporó al Banco de Chile tras una invitación de Juan Villarzú, siendo su primera misión vender todos los activos no financieros del banco para enfrentar la crisis.
A comienzos de 1986 fue nombrado subgerente general en medio de la intervención estatal dado que no existía el cargo de gerente general. En 1987, cuando la entidad volvió a manos de los accionistas, el directorio presidido por Adolfo Rojas lo designó gerente general. En ese cargo participó en el diseño de la fórmula para pagar la millonaria deuda subordinada al Banco Central. En 1999 sucedió a Rojas, tras la sorpresiva muerte de este, en la presidencia de la entidad, cargo en el que permaneció hasta 2005, cuando las autoridades de Estados Unidos iniciaron una investigación a sus oficinas en Miami y Nueva York por cuentas del general Augusto Pinochet. En 2002 lideró a la entidad financiera en su fusión con el Banco Edwards.
Entre 2010 y 2014 ocupó la presidencia de BancoEstado en el marco de primer mandato de Piñera. En abril de 2015 asumió el liderato de la Abif en reemplazo de Jorge Awad.